# 紐波特 (紐約州)
紐波特（英語：Newport）是一個位於美國紐約州赫基默縣的鎮。

## 人口
根據2020年美國人口普查的數據，紐波特的面積為84.05平方千米，當中陸地面積為82.90平方千米，而水域面積為1.15平方千米。當地共有人口2140人，而人口密度為每平方千米25人。